# Vladimir Jelčić
Vladimir Jelčić (Čapljina, 10 de outubro de 1968) é um ex-handebolista profissional croata, campeão olímpico.
Vladimir Jelčić fez parte do elenco medalha de ouro de Atlanta 1996, com sete partidas e 11 gols.